# Harry Flodin
Harry Edmond Flodin, född 14 februari 1915 i Danderyd, död 3 januari 1985 i Kungsholms församling, var en svensk tecknare.
Flodin utbildade sig först till reklamtecknare och var under flera år verksam som sådan men övergick mer och mer till skämtteckningar och illustrationsarbete. Han medverkade i tidskrifterna Joker och Söndagsnisse-Strix med skämtteckningar och utförde som illustratör ett antal bokomslag.